# Capri Sun
Capri Sun (/ˈkæpri/, в переводе с англ. — «Солнце Капри») — это немецкий сокосодержащий концентрированный напиток, принадлежащий Capri Sun Group Holding в Германии, которая является частной компанией Ханса-Петера Вилда. Он был представлен в 1969 году и назван в честь итальянского острова Капри. Capri Sun распространяется в США с 1981 года. Компания Kraft Heinz является лицензированным партнером по производству в Северной Америке. В Нидерландах, Франции, Великобритании, Бельгии и Ирландии его распространяет компания Coca-Cola Europacific Partners.
С момента своего появления Capri-Sun упаковывается в ламинированные фольгированные вакуумные пакеты дой-пак, с которыми бренд стал прочно ассоциироваться. Дизайн пакетов практически не изменился со старта продаж, но на некоторых рынках появились прозрачные донышки дой-пака и бумажные соломинки, а для некоторых продуктов были введены другие типы тары.